# Państwo socjalistyczne
Państwo socjalistyczne – państwo wcielające zasady socjalizmu. Może to oznaczać:
- typ państwa zakładany w marksizmie: jest to pierwsza, lub niższa faza komunizmu, która powstaje po ukończeniu okresu przejściowego między społeczeństwem kapitalistycznym a socjalistycznym;
- państwo należące do bloku wschodniego;
- (w najszerszym znaczeniu) każde państwo w okresie po II wojnie światowej, obierające niekapitalistyczny model rozwoju.

## Państwo socjalistyczne w marksizmie
Włodzimierz Lenin w pracy Państwo a rewolucja wyodrębnił 3 podstawowe etapy ustanowienia i rozwoju komunistycznej formacji społeczno-ekonomicznej:
- przejście od kapitalizmu do socjalizmu
- socjalizm jako pierwsza faza społeczeństwa komunistycznego
- komunizm jako wyższa faza społeczeństwa komunistycznego[3]

Etap przechodzenia od kapitalizmu do socjalizmu jest nieunikniony we wszystkich państwach wkraczających na drogę budownictwa socjalizmu. W Krytyce programu gotajskiego (1875) Karol Marks pisał:

Między społeczeństwem kapitalistycznym a komunistycznym leży okres rewolucyjnego przeobrażenia pierwszego w drugie. Temu okresowi odpowiada też przejściowy okres polityczny i państwo tego okresu nie może być niczym innym jak tylko rewolucyjną dyktaturą proletariatu.

Okres przechodzenia rozpoczyna się od zdobycia władzy politycznej przez klasę robotniczą, a kończy się wraz ze zbudowaniem socjalizmu — pierwszej fazy społeczeństwa komunistycznego. Według teorii naukowego komunizmu nie ma innej drogi do wyższej fazy komunizmu jak przez socjalizm . Obowiązywać w nim miała formuła sprawiedliwości: Od każdego według jego zdolności, każdemu według jego pracy.
Zgodnie z teorią naukowego komunizmu Jerzy Kochan podobnie jak jego mistrz i nauczyciel, Jarosław Ładosz, epokę postkapitalistyczną dzieli na okres przejściowy od kapitalizmu do socjalizmu, socjalizm i komunizm. Kazimierz Mijal zakwestionował zgodność z marksizmem tego trójpodziału formacji komunistycznej. Zdaniem Kazimierza Mijala, współcześni rewizjoniści, tj. prawicowi oportuniści w rodzaju Nikity Chruszczowa i jemu podobni w całym obozie socjalizmu dopuścili się jawnego fałszowania stanowiska Marksa w sprawie „okresu przejściowego”, określając go np. ogólnikowym zwrotem „od kapitalizmu do socjalizmu”.
W nomenklaturze marksistowskiej, aby odróżnić je od realnie istniejących państw socjalistycznych, było ono nazywane państwem zbudowanego socjalizmu.

## Państwo socjalistyczne jako państwo bloku wschodniego
Mianem „państwa socjalistycznego” określano także państwa należące do bloku wschodniego. Były to państwa satelickie ZSRR, w których pełnię władzy posiadały partie komunistyczne i kierowały się ideologią marksizmu-leninizmu. Ustrojem modelowym był ustrój Związku Radzieckiego. Były one często nazywane demokracjami ludowymi. W opinii promowanej przez ich władze, były to państwa dopiero budujące socjalizm. Polegać to miało na „wypieraniu kapitalistycznych i tworzeniu socjalistycznych stosunków społeczno-ekonomicznych”.
Według teorii politycznej trockizmu państwa te nie były w rzeczywistości socjalistyczne. Trockiści nie są zgodni co do ich prawdziwej natury; padały określenia takie jak zdegenerowane państwo robotnicze, biurokratyczny kolektywizm i kapitalizm państwowy.

## Państwo socjalistyczne jako państwo nie-kapitalistyczne

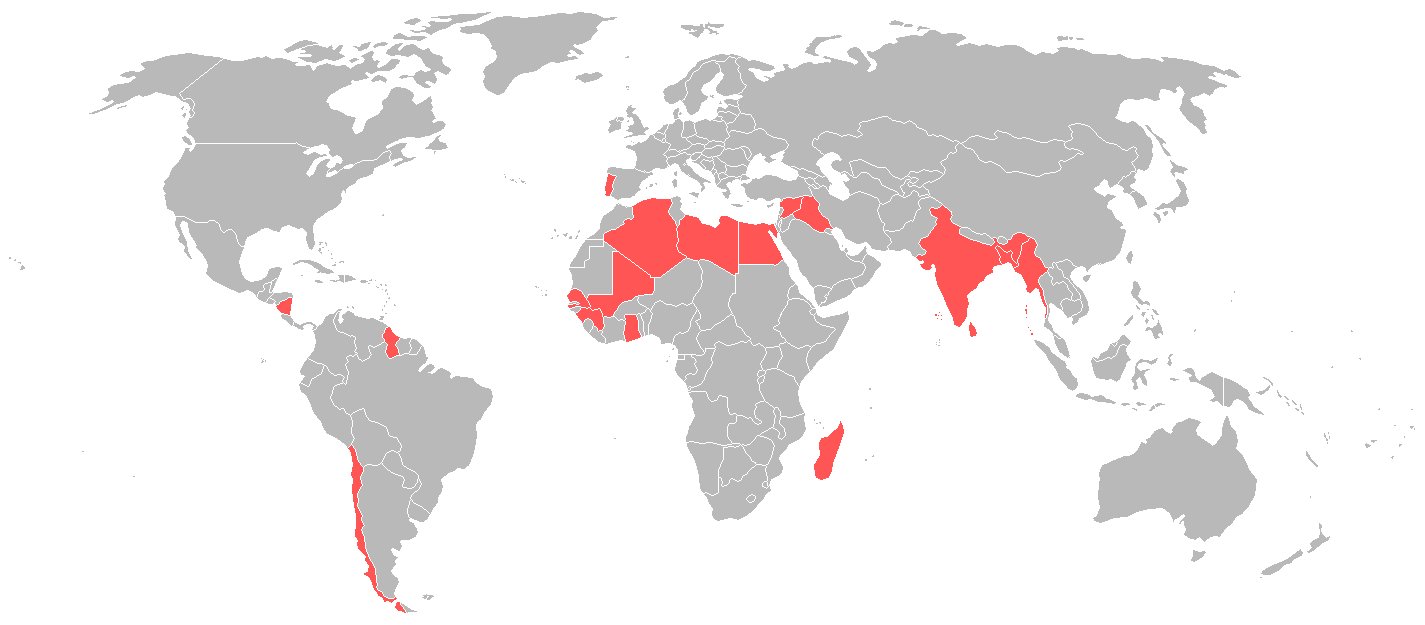
Mapa przedstawiające państwa socjalistyczne (ale nie marksistowsko-leninowskie) według konstytucji, obecnie i w przeszłości

W najszerszym znaczeniu, państwem socjalistycznym określa się państwa, które jako takie się deklarują, np. w swojej konstytucji. Deklaracja taka oznaczała szukanie innej niż kapitalistyczna drogi rozwojowej dla danego państwa.
W większości współczesnych krajów socjalistycznych pierwszymi partiami, które dochodziły do władzy po upadku rządów kolonialnych, były partie lewicowe. Socjalizm arabski był dawniej elementem konstytucji Libii (w latach 1969–2011) i Egiptu (w latach 1952–1978). Ustrój Tanzanii określa się mianem socjalizmu afrykańskiego. Termin „państwo socjalistyczne” jest używany również wobec państw gdzie władzę sprawuje partia komunistyczna.

### Lista  państw socjalistycznych
- Koreańska Republika Ludowo-Demokratyczna (od 1948)
- Chińska Republika Ludowa (od 1949)
- Republika Indii[10]
- Kuba
- Syryjska Republika Arabska (od 1963)[11]
- Zjednoczona Republika Tanzanii (od 1964)[12]
- Ludowa Republika Bangladeszu (od 1971)[13]
- Socjalistyczna Republika Wietnamu (od 1975)
- Demokratyczna Socjalistyczna Republika Sri Lanki (od 1978)
- Kooperacyjna Republika Gujany (od 1980)[14]